# Chester Harding (Maler)

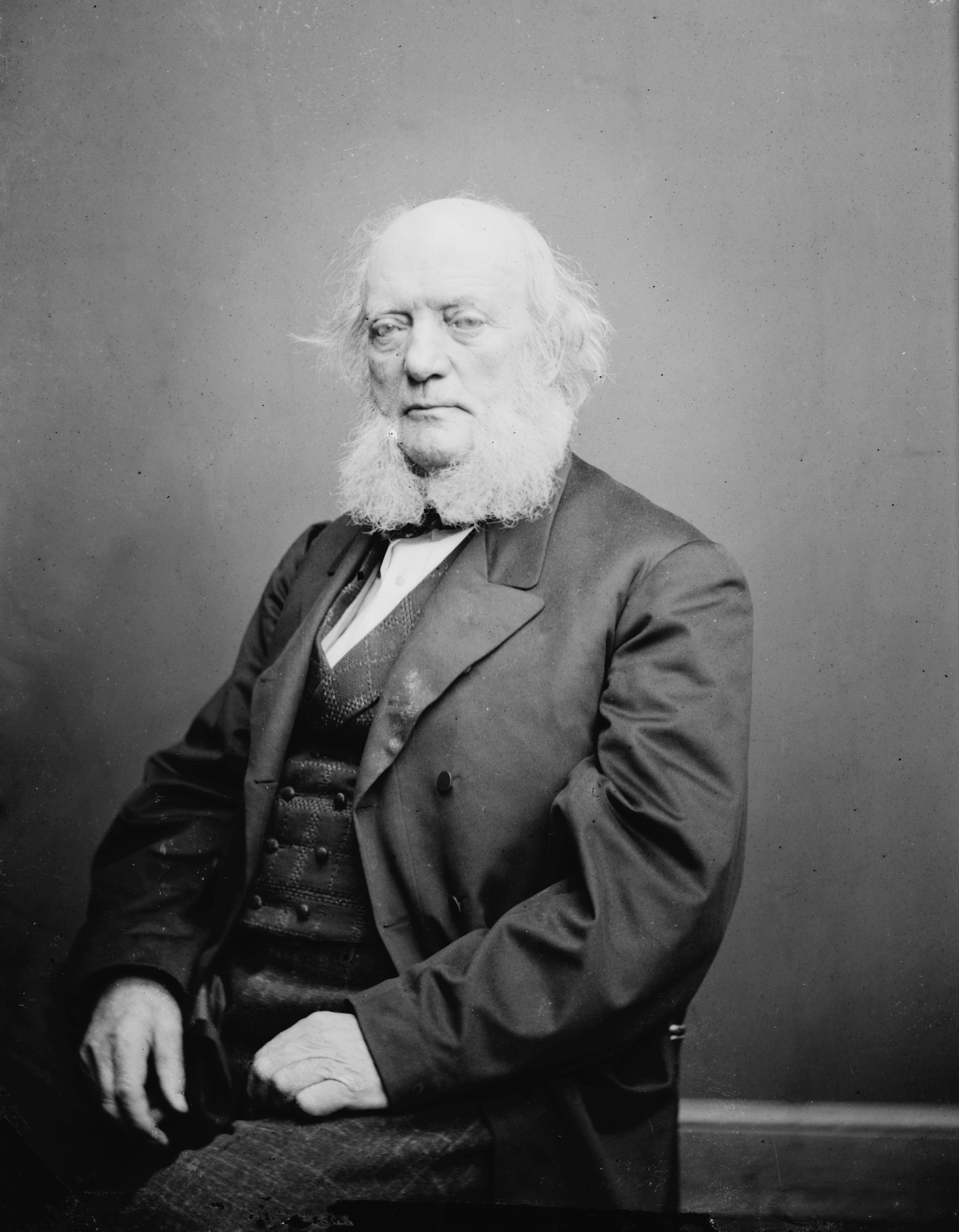
Chester Harding

Chester Harding (* 1. September 1792 in Conway, Massachusetts; † 1. April 1866 in Springfield, Massachusetts) war ein amerikanischer Porträtmaler.

## Leben
Harding wurde am 1. September 1792 im heutigen Franklin County geboren. Ohne eine Schulbildung genossen zu haben, musste er bereits im Alter von 12 Jahren anfangen zu arbeiten. 1806 zog seine Familie nach Madison County im Bundesstaat New York, und für den Britisch-Amerikanischen Krieg 1812 meldete sich Harding freiwillig als Trommler. Nachdem er noch während des Kriegs aus gesundheitlichen Gründen aus dem Militärdienst entlassen worden war, übernahm er zunächst einen Auftrag als Trommelbauer für die Armee und arbeitete nach dem Krieg als Möbelbauer in Caledonia.
Am Tag seiner Hochzeit mit Caroline Woodruff wurde er aufgrund seiner Schulden verhaftet und versuchte sich nach seiner Entlassung erfolglos als Betreiber eines Gasthauses. Nachdem ihm erneut die Verhaftung aufgrund von Überschuldung drohte, floh er aus der Stadt und ließ seine Frau und sein neugeborenes Kind zurück, um in Pittsburgh als Anstreicher zu arbeiten. Er kehrte jedoch bald im Geheimen zu seiner Familie zurück und eröffnete in Pittsburgh eine Schildmalerei. Dort wurde er eines Tages von einem umherziehenden Porträtmaler besucht, der ihn davon überzeugte, mit Malerei Geld verdienen zu können. Für seine erste Auftragsarbeit – das Porträt eines örtlichen Bäckers – erhielt er 5 US-Dollar, konnte seine Preise jedoch nach einem Aufenthalt in Kentucky auf 25 Dollar steigern.
Er studierte zwei Monate an der Pennsylvania Academy of the Fine Arts und verbrachte 15 Monate in St. Louis, bevor er nach Pittsfield und Boston weiterzog. Zu dieser Zeit besaß er bereits große Popularität, die Gilbert Stuart als „Harding fever“ bezeichnete. In sechs Monaten fertigte er 80 Porträts an und konnte dadurch genug Finanzmittel sammeln, um sich einen Aufenthalt in Übersee leisten zu können.
Am 1. August 1823 verließ er seine Familie und segelte nach Northampton. Nachdem er durch England und Frankreich gereist war, eröffnete er in London ein Studio, wo er drei Jahre lang bis zu seiner Rückkehr in die USA blieb. Dort erreichte er ebenfalls große Erfolge und fertigte unter anderem Porträts von Mitgliedern der britischen Königsfamilie sowie anderen Adeligen an.
Nach seiner Rückkehr ließ er sich 1826 mit seiner Familie in Boston nieder, wo das Chester Harding House als National Historic Landmark bis heute zu sehen ist. 1830 zog die Familie weiter nach Springfield, wo Harding am 1. April 1866 starb.
Er malte Porträts von vielen Prominenten seiner Zeit. Darunter waren:
- James Madison, 4. US-Präsident
- James Monroe, 5. US-Präsident
- John Quincy Adams, 6. US-Präsident
- Daniel Webster, US-Senator und Außenminister
- John C. Calhoun, 7. US-Vizepräsident
- Die Dukes of Norfolk